# Pantoffelblumengewächse
Die Pantoffelblumengewächse (Calceolariaceae) sind eine Pflanzenfamilie innerhalb der Ordnung der Lippenblütlerartigen (Lamiales). Die nur zwei Gattungen und etwa 275 Arten besitzen bis auf ein oder zwei Arten eine rein neotropische Verbreitung.

## Beschreibung und Ökologie

### Vegetative Merkmale
Die Arten der Familie Calceolariaceae sind meist krautige Pflanzen, selten Sträucher. Die gegenständigen Laubblätter sind einfach und haben gezähnte oder selten glatte Blattränder.

### Generative Merkmale
Die zwittrigen Blüten sind zygomorph und vierzählig. Sie haben normalerweise zwei Staubblätter. Nektar bieten sie keinen an. Der Fruchtknoten ist halbunterständig. Die Kronblätter sind zu dem typischen „Pantoffel“ verwachsen, diese Kronröhre ist zweilippig. Die Öffnung der Blütenkronen wird als Mund bezeichnet. Ist der Mund stark geschlossen, werden die Blüten von Hummeln bestäubt, ist der Mund weit geöffnet, sind Bienen die Bestäuber. Belohnt werden die Bestäuber mit Öl aus Öldrüsen und Pollen.
Es werden Kapselfrüchte gebildet.

## Verbreitung
Sie haben eine fast reine neotropische Verbreitung. Ihre Areale liegen in Mittelamerika, im Flachland des westlichen Südamerikas und den Gebirgen Südamerikas. Nur eine oder zwei Jovellana-Arten stammen von der Nordinsel Neuseelands.

## Systematik
Die Taxa waren früher in die Familie der Scrophulariaceae eingegliedert. Nach Gensequenzanalysen sind sie seit 2001 in Richard G. Olmstead, Claude W. de Pamphilis, Andrea D. Wolfe, Nelson D. Young, Wayne J. Elisons & Patrick A. Reeves: Disintegration of the Scrophulariaceae. In: American Journal of Botany, Volume 88, S. 348–361: Calceolariaceae auf S. 357 eine eigene Familie. Das Basionym ist die Tribus Calceolarieae D.Don mit der Typusgattung Calceolaria L.
Die Arten der früheren Gattungen Fagelia Schwencke, Porodittia G.Don ex Kraenzl., Stemotria Wettst. & Harms ex Engl. und Trianthera Wettst. wurden in die Gattung Calceolaria eingegliedert.

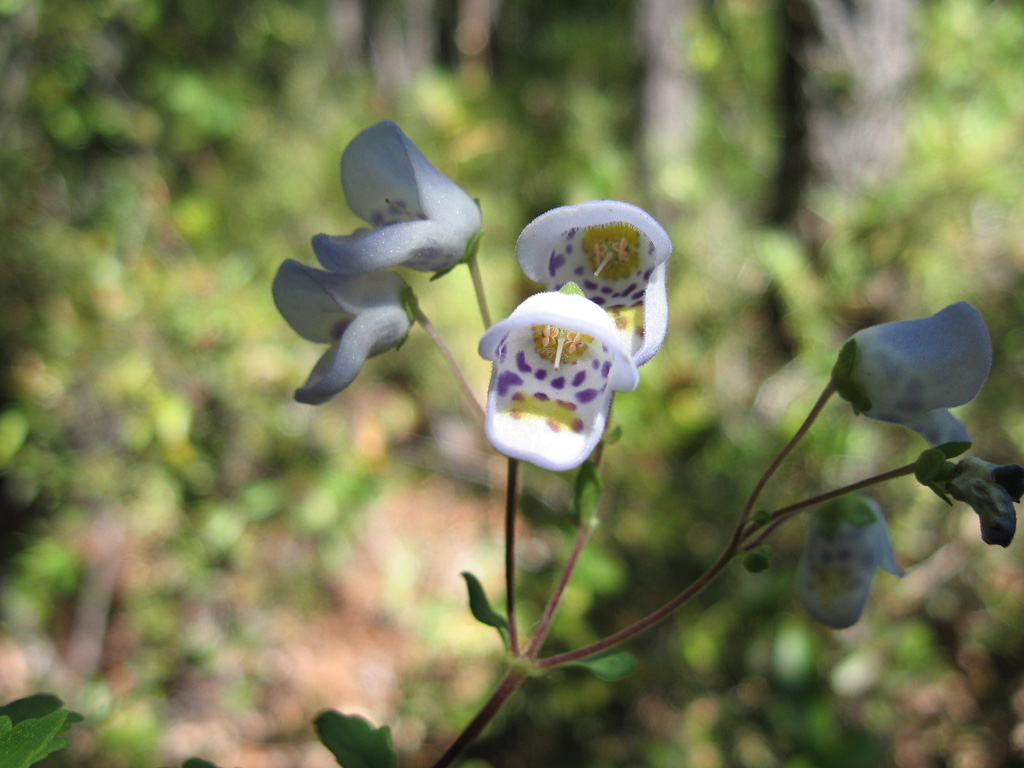
Blütenstand von Jovellana punctata

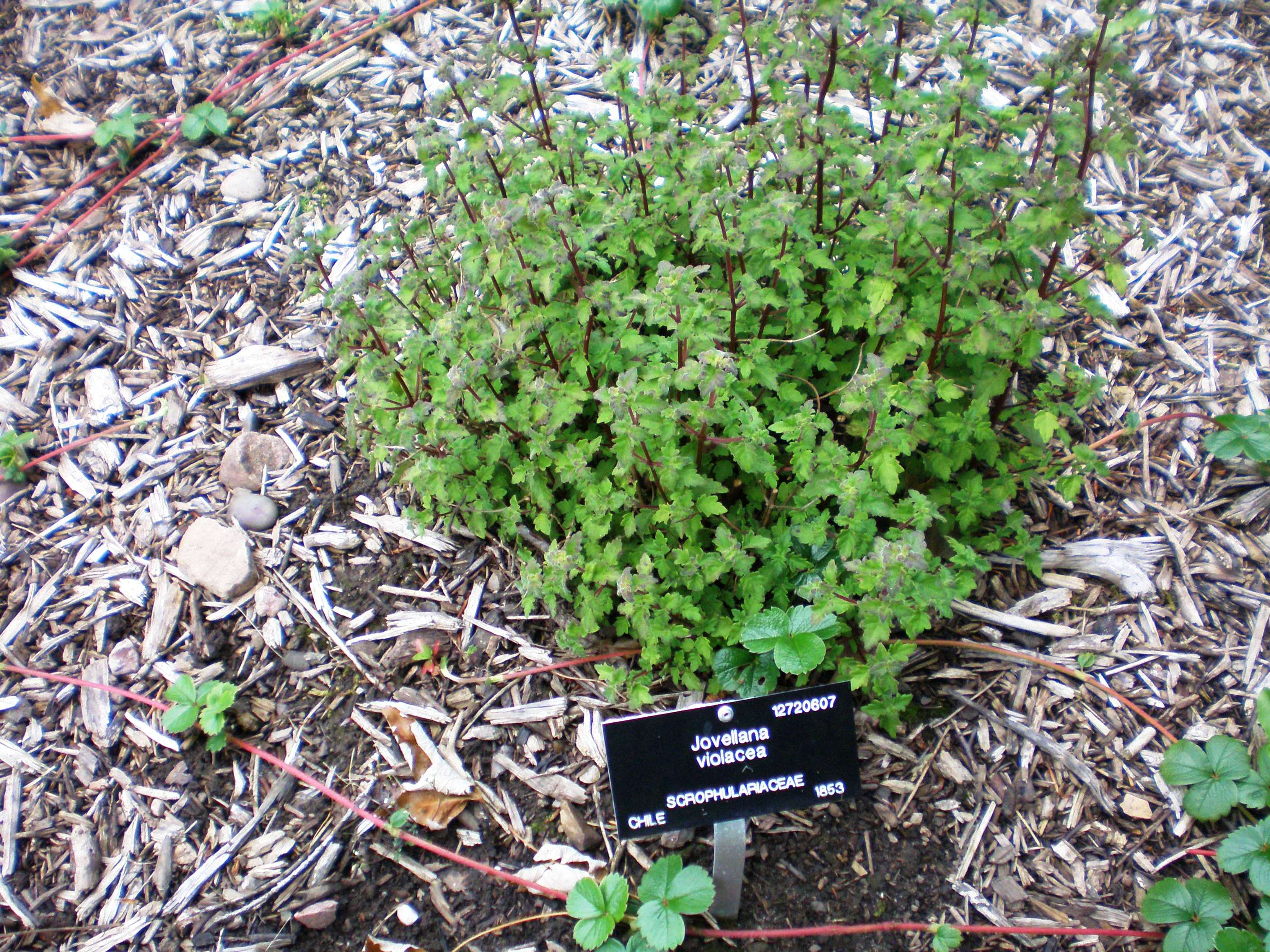
Habitus von Jovellana violacea

Zur Familie der Pantoffelblumengewächse (Calceolariaceae) gehören nur zwei Gattungen mit etwa 260 Arten:
- Pantoffelblumen (Calceolaria L.): Die 240 bis 275 neotropischen Arten kommen nur von Zentralamerika bis ins südlichste Südamerika vor.
- Jovellana Ruiz & Pav.: Die etwa vier Arten kommen in Chile und der Nordinsel Neuseelands (nur ein oder zwei Arten) vor. Sie wachsen in gemäßigten Klimaten.
  - Jovellana punctata Ruiz & Pav.: Sie gedeiht Chile in größeren Höhenlagen zum Beispiel von 1985 und 3920 Metern.
  - Jovellana repens Kraenzl.: Es ist eine der beiden Arten der Familie außerhalb der Neotropis auf der Nordinsel Neuseelands, ein Halbstrauch.
  - Jovellana sinclairii (Hook.) Kraenzl.: Es ist eine der beiden Arten der Familie außerhalb der Neotropis auf der Nordinsel Neuseelands. Es ist ein kleiner Halbstrauch.
  - Jovellana violacea (Cav.) G.Don (Syn.: Jovellana guentheri Kraenzl.): Es handelt sich um einen kleinen Strauch mit, wie der botanische Name schon sagt, violetten Blüten, der im Valdivianischen Wald im südlichen Chile beheimatet ist.

- Nicht mehr zur Gattung Jovellana werden gerechnet:[3]
  - Jovellana scapiflora Ruiz & Pav. → Calceolaria scapiflora (Ruiz & Pav.) Benth.
  - Jovellana triandra Cav. → Calceolaria triandra (Cav.) Vahl

## Nutzung
Von wenigen Arten der Gattung Calceolaria wurden Sorten gezüchtet, die in Parks, Gärten, Balkonen und Räumen als Zierpflanzen verwendet werden.
Eine Zimmerpflanze für kühle Räume ist die Zimmer-Pantoffelblume (Calceolaria ×herbeohybrida).

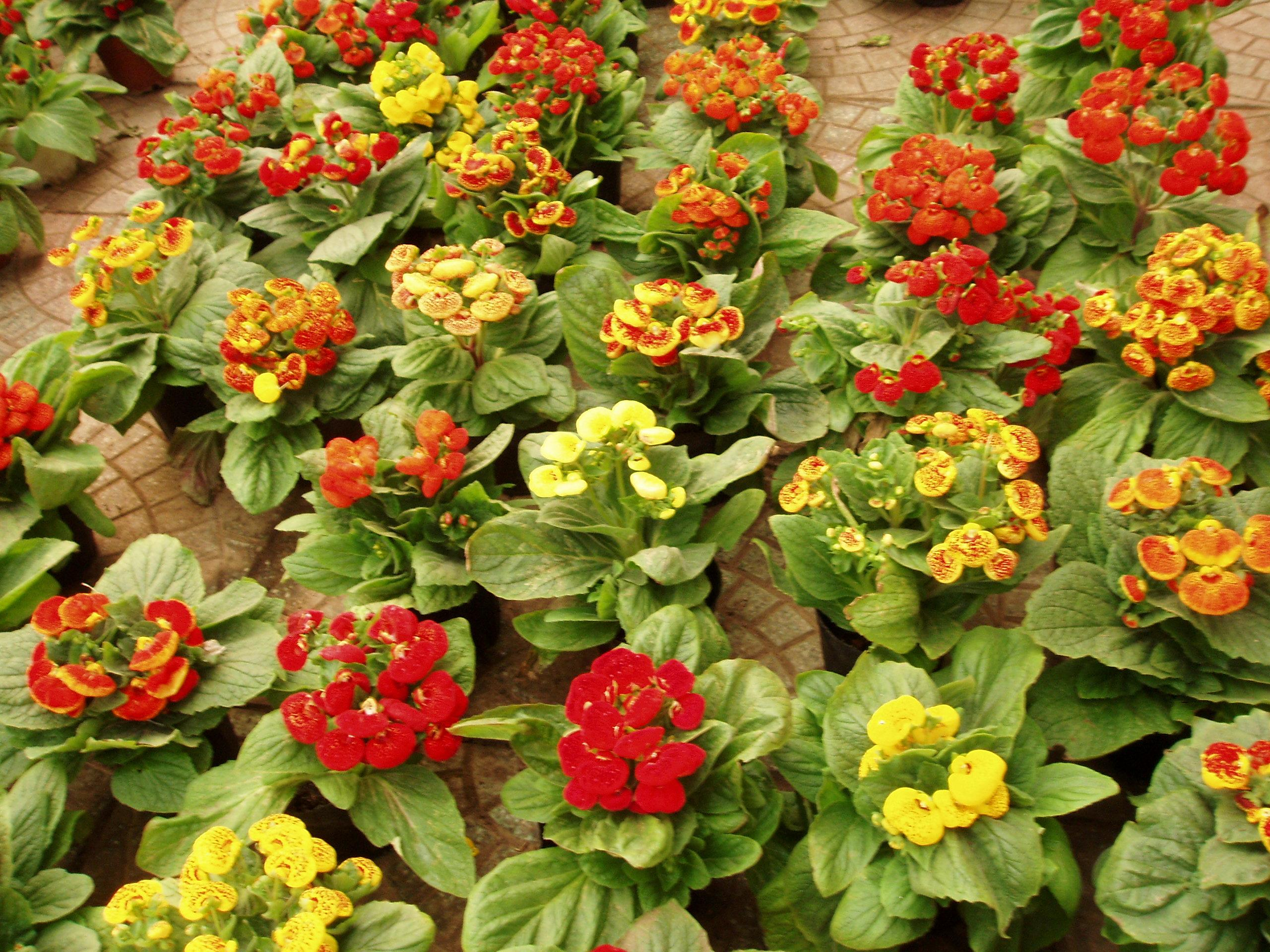
Zimmer-Pantoffelblume (Calceolaria ×herbeohybrida)
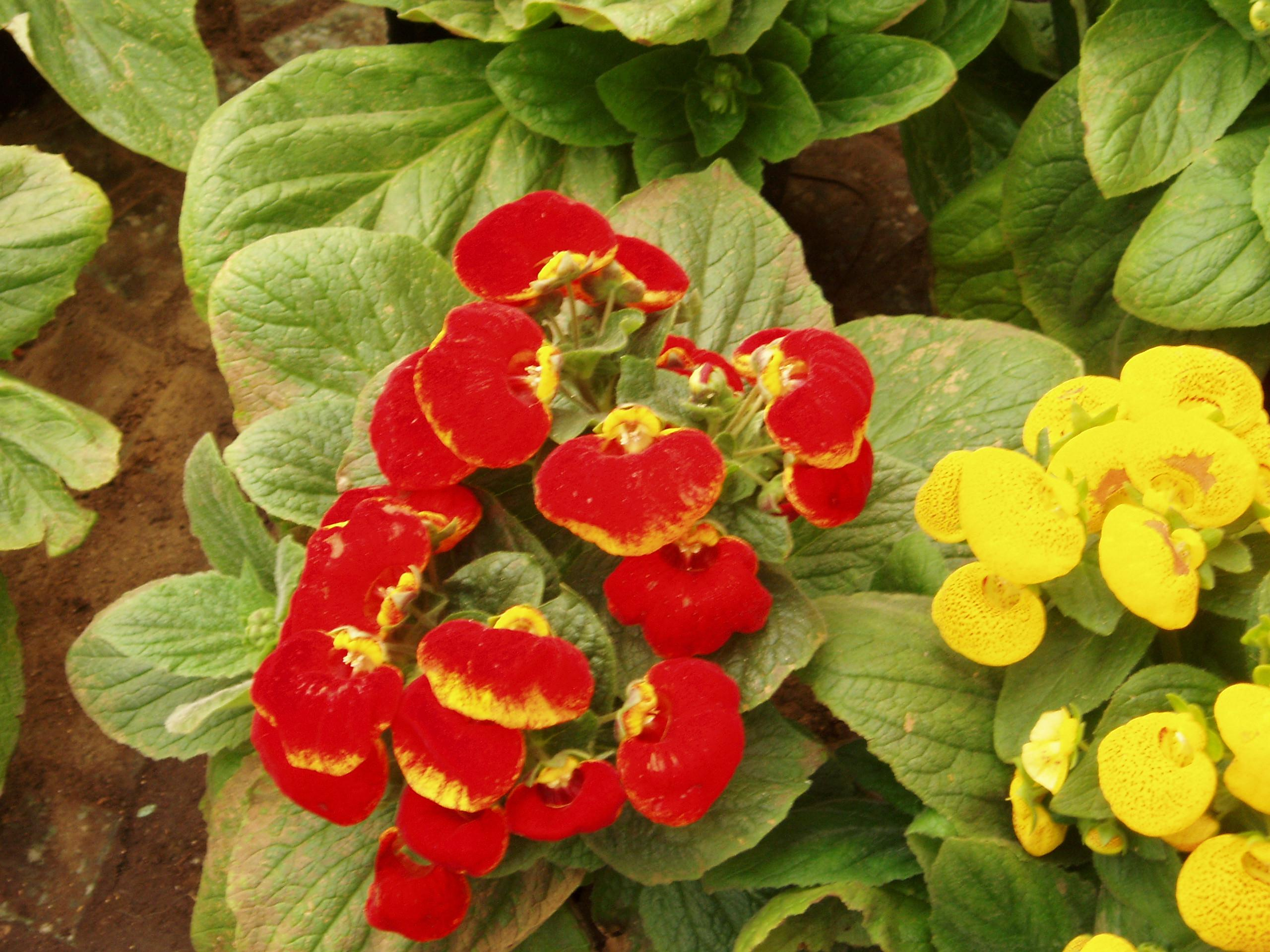
Zimmer-Pantoffelblume (Calceolaria ×herbeohybrida)